# Trybula
Trybula (Anthriscus Pers.) – rodzaj roślin należący do rodziny selerowatych. Obejmuje 13–20 gatunków. Występują one głównie w Europie, zasięgi niektórych sięgają na wschodzie Azji. Jeden gatunek o najszerszym zasięgu – trybula leśna A. sylvestris sięga na wschodzie do Chin, a na południu rośnie w Afryce północnej po Etiopię oraz na izolowanym obszarze w Górach Smoczych w Afryce Południowej. W Polsce występują dwa gatunki rodzime – trybula leśna A. sylvestris i trybula lśniąca A. nitida oraz dwa zadomowione antropofity – trybula ogrodowa A. cerefolium i trybula pospolita A. caucalis.
Rośliny te rosną w widnych lasach i formacjach trawiastych oraz na siedliskach antropogenicznych, np. na przydrożach. Trybula ogrodowa A. cerefolium jest gatunkiem uprawianym co najmniej od czasów Starożytnego Rzymu, dla swoich aromatycznych liści. Stanowią one przyprawę dodawaną do zup (np. w Holandii), sałatek i omletów. Jako roślina ozdobna bywa uprawiana ciemnobrązowolistna odmiana trybuli leśnej 'Ravenswing'.

## Morfologia
PokrójRośliny jednoroczne, dwuletnie i byliny osiągające ponad 1 m wysokości. Łodygi prosto wzniesione, rozgałęziające się i dęte.
Liście2- i 3-krotnie pierzaste. Odcinki liści ząbkowane lub pierzasto wcinane.
KwiatyZebrane w baldachy złożone. Pokryw brak lub są one nieliczne, podczas gdy pokrywki składają się z wielu listków. Kielich drobny, ze słabo widocznymi ząbkami działek lub brak ich zupełnie. Płatki korony białe, żółtawe lub zielonkawobiałe, odwrotnie jajowate, całobrzegie lub wycięte na końcach, w kwiatach brzeżnych płatki zwykle większe od tych znajdujących się wewnątrz baldachów. Pręciki w liczbie 5, wystające nad koronę. Zalążnia dolna, dwukomorowa, w każdej z komór z pojedynczym zalążkiem. Słupki dwa o szyjkach równej długości jak stożkowaty krążek miodnikowy.
OwoceRozłupnia rozpadająca się na dwie rozłupki, wydłużone, stożkowate do prawie równowąskich, spłaszczone z boku i zakończone krótkim dzióbkiem. Na powierzchni gładkie, brodawkowate lub owłosione, ale zawsze bez wyraźnie widocznych żeber.

## Systematyka
W obrębie rodziny selerowatych (baldaszkowatych) Apiaceae rodzaj klasyfikowany jest do podrodziny Apioideae, plemienia Scandiceae i podplemienia Scandicinae.
Wykaz gatunków
- Anthriscus caucalis M.Bieb. – trybula pospolita
- Anthriscus cerefolium (L.) Hoffm. – trybula ogrodowa
- Anthriscus fumarioides (Waldst. & Kit.) Spreng.
- Anthriscus glacialis Lipsky
- Anthriscus kotschyi Fenzl ex Boiss.
- Anthriscus lamprocarpa Boiss.
- Anthriscus nemorosa (M.Bieb.) Spreng.
- Anthriscus nitida (Wahlenb.) Hazsl. – trybula lśniąca
- Anthriscus ruprechtii Boiss.
- Anthriscus schmalhausenii (Albov) Koso-Pol.
- Anthriscus sylvestris (L.) Hoffm. – trybula leśna
- Anthriscus tenerrima Boiss. & Spruner
- Anthriscus velutina Sommier & Levier